# 磨丁市
磨丁是老挝琅南塔省的一座城市，与中国云南省磨憨镇接壤。其虽位于老挝境内，但当地居民使用汉语者居多。
位于该市的磨丁站是全长9.68（6.01英里）的中老铁路进入老挝境内的首座车站。中老鐵路于2016年底開工，在2021年底全線完成並通車。